# 1010

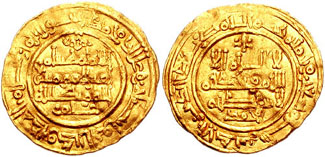
Munt van kalief Hisham II (r. 1010 - 1013).

Het jaar 1010 is het 10e jaar in de 11e eeuw volgens de christelijke jaartelling.

## Gebeurtenissen

### Europa
- 2 juni - Slag bij Aqbat al-Bakr: Berberse troepen van het kalifaat van Córdoba worden bij Espiel verslagen door islamitische rebellen van een Catalaans-Andalusische alliantie (ongeveer 10.000 man). Tijdens de veldslag worden de Berbers op de vlucht gedreven – dit markeert een van de eerste veldslagen van de Spaanse reconquista in Al-Andalus en een aanzienlijke winst aan prestige voor de rebellen van de Catalaans-Andalusische alliantie (ondersteund door de christelijke edelen Armengol I en Raymond Borrell).[1]
- 15 juli - Albert II, graaf van Vermandois, treedt af (na 17 jaar) en trekt zich terug in het klooster. Aangezien hij ongehuwd en kinderloos is gebleven, wordt Albert opgevolgd door zijn 20-jarige broer, Otto I van Vermandois.
- 23 juli - De 44-jarige Hisham II wordt opnieuw geïnstalleerd als heerser van Córdoba, als opvolger van zijn oom Mohammed II al-Mahdi. Hij vormt een marionettenregering, onder de overheersende invloed van het leger.

### Religie
- Koning Hendrik II ("de Heilige") schenkt het gebied, Silva Fulnaho (het woud van Vollenhove), aan het bisdom Utrecht. Bisschop Adelbold II laat de landgoederen beheren door de leengraven.
- Eerste schriftelijke vermelding van Jaroslavl (volgens bronnen zou de stad gesticht zijn Jaroslav de Wijze). De Russische stad wordt een steunpunt (voorpost) van het vorstendom Rostov.

## Geboren
- Anno II (Hanno), Duits aartsbisschop en regent (overleden 1075)
- Ariald van Como, Italiaans edelman en diaken (overleden 1066)
- Benno van Meißen, Duits monnik en bisschop (overleden 1106)
- Ernst II, Duits edelman (Huis van Babenberg) (overleden 1030)
- Michael IV, keizer van het Byzantijnse Rijk (overleden 1041)[2]
- Otto II, hertog van Gascogne en Aquitanië (overleden 1039)[3]
- Renzong, keizer van het Chinese Keizerrijk (overleden 1063)

## Overleden
- 3 mei - Ansfried ("de Jongere"), Vlaams edelman en bisschop
- Armengol I (El de Córdoba), graaf van Urgell (r. 992 - 1010)